# Играй в того, кто играет в тебя, играя того, кто играет тебя
«Играй в того кто играет в тебя, играя того, кто играет тебя» — альбом группы «Красные Звёзды». Интернет-версия альбома была выпущена 4 сентября 2009 года, CD-версия — 15 сентября 2009 года. Интернет-версия отличается от CD-версии количеством композиций.

## Об альбоме
В оформлении альбома использованы фотографии московского фотографа Максима Пионера.
Весь тираж альбома выпущен с автографами участников группы.
Артемий Троицкий написал о нём так: «Раз уж они друзья Летова и фанаты Placebo, скажу так – альбом „Красных звёзд“ мне понравился больше, чем любой альбом „Гражданской Обороны“ или любой альбом ансамбля Брайена Молко, который вообще в последнее время как-то очень сдулся».

## Список композиций
1. Белый полюс
2. Мы наблюдаем
3. Песня про майских лётчиков
4. Сафари
5. Второе дыхание
6. Звезда
7. Бабочки в твоём животе
8. Талисман
9. Играй в того, кто играет в тебя
10. Играя того, кто играет тебя
11. Про калину, двери и безжалостных женщин (только на CD-версии альбома)

## Участники записи
- Владимир Селиванов — вокал, гитара
- Евгений Белов — гитары, бас, синтетические инструменты
- Александр Фок — барабаны

Тексты песен: Владимир Селиванов. Мелодии: Владимир Селиванов. Аранжировки: Евгений Белов.